# 岡野さくら
岡野 さくら（おかの さくら、1992年1月25日 - ）は、日本の女優。ハーモニック所属。兵庫県神戸市出身。身長165cm。OSK日本歌劇団研修所卒業、元OSK日本歌劇団娘役。OSK日本歌劇団時代の芸名は、可純 小春（かすみ こはる）。

## 出演

### 舞台
- 花や...蝶や...（2014年4月9日-4月13日、演劇ユニットN.A.S. 朝丘雪路特別公演）[1][2]
- あいのおはなし（2014年12月27日-12月30日、Suceed Project プロデュース）[3][4]
- 士魂forever（2015年4月29日-5月3日、野口尋生プロデュース公演）[5]
- 百千さん家のあやかし王子（2015年6月10日-6月14日、月刊ASUKA30周年記念興業）[6]
- ミュージカル 風雲新撰組-月影-（2015年11月27日-11月29日、剣舞プロジェクト公演） - 出演・日舞振付[7][8]
- モダン歌舞伎（2015年、門戸竜二プロデュース公演）
- 復興支援チャリティ公演 S-NTK第3回公演 痛快喜劇と豪華絢爛和物レビュー（2016年10月7日-10月8日、S-NTK公演）[9]

- OSK日本歌劇団
  - OSK recombination太鼓歌劇「BLINDブラインド」〜耳なし芳一より〜（2012年2月7日-2月9日、湊町リバープレイス）
  - レディレインの肖像〜フランツその愛〜（2012年8月10日-8月12日、大丸心斎橋劇場）
  - レビュー　春のおどり　〜桜咲く国（OSK日本歌劇団創立90周年記念公演：2013年4月5日-8日、東京日生劇場・2013年4月19日-29日、大阪松竹座）[10]
  - 「SilverRose〜天使の恋人〜」（2013年5月17日-5月19日、ABCホール）[11]
  - 日舞ショー（2013年、シェラトン都ホテル・神戸ポートピアホテル単発公演）

### 映画
- おっさんずぶるーす(21世紀のおじさん）/前田直樹監督 (2020) 坂上朱莉役

### CM
- 長野ろうきん
- 日清食品 チキンラーメン「しろたま道　白珠千家篇」